# Progesterex
Il Progesterex è un farmaco fittizio citato in numerosi appelli falsi trasmessi via e-mail che affermano che sia una pillola capace di sterilizzare una persona.
In realtà non esiste nessun medicinale che si chiami Progesterex o che causi gli effetti descritti sopra. Il sito web Snopes fa risalire la bufala al 1999.
La sterilizzazione permanente in una donna può avvenire solo tramite gravi danni fisici o a causa di malformazioni all'apparato riproduttivo (principalmente ovaie, tube di Falloppio e utero) o in seguito ad un intervento chirurgico drastico (la chiusura delle tube).
Eccezion fatta per il caso descritto sopra, tutti i metodi (la pillola, la spirale intrauterina, il diaframma e via dicendo) sono tecniche con diversi gradi di sicurezza ma pur sempre reversibili.